# 1040 Клампкея
1040 Клампкея (1040 Klumpkea) — астероїд головного поясу, відкритий 20 січня 1925 року.
Тіссеранів параметр щодо Юпітера — 3,126.